# Annelles
Annelles é uma comuna francesa na região administrativa de Grande Leste, no departamento Ardenas. Estende-se por uma área de 12,22 km². Em 2010 a comuna tinha 145 habitantes (densidade: 11,9 hab./km²).